# Kostel svatého Vavřince (Dačice)
Kostel svatého Vavřince je římskokatolický chrám ve městě Dačice v okrese Jindřichův Hradec. K jeho západnímu průčelí přiléhá městská věž. Je farním kostelem dačické farnosti a je chráněn jako kulturní památka České republiky.

## Historie
První zmínka o dačickém kostele je rovněž první písemnou zmínkou o Dačicích vůbec. Vztahuje se k roku 1183, kdy byl vysvěcen nový románský chrám. Ten byl v 15. století přestavěn goticky. V letech 1586–1592 byla k němu přistavěna mohutná hranolová renesanční městská věž o výšce 51 m s ochozem, její realizaci provedl italský mistr Francesco Garof de Bissone. Kvůli poškození ohněm a zanedbané údržbě se gotický chrám dostal do havarijního stavu, proto byl v 18. století zbořen a na jeho místě byl na konci 18. století zbudován jednolodní pozdně barokní kostel s půdorysem tvaru latinského kříže. Financovali jej dačický děkan Jan Neulinger a majitel dačického panství Jan Bedřich hrabě z Osteinu. Autorem stavby byl dačický stavitel Michael Kirchmayer, stavba probíhala v letech 1775–1788, vysvěcen byl 1. června 1788. Střecha věže byla v roce 1910 zvýšena podle návrhu architekta Hanse Prutschera; při rekonstrukci v letech 1986–88 byla zbavena ozdobných rohových arkýřů.

## Interiér
Kostel má oltáře netradičně vytvořeny freskovou technikou, tak že architektonické rámce i centrální výjevy jsou namalované na konkávní ploše a vytváří iluzi prostorového díla. Na hlavním oltáři se nachází výjev Umučení a apoteóza svatého Vavřince, po stranách jsou postavy svatých Cyrila a Metoděje. První postranní oltář je zasvěcen Panně Marii Immaculatě s Ježíškem, které doprovází malý svatý Jan Křtitel společně se svatým Josefem, Alžbětou a Zachariášem. Druhý pak svaté Valburce, kterou doplňují svatý Jan Nepomucký, Prokop a Metoděj. Fresky vytvořil v roce 1787 rakouský, na Moravě usazený malíř Josef Winterhalter mladší.